# Chiesa di Santa Caterina (Acquasanta Terme)
La chiesa di Santa Caterina di Capodirigo, dedicata a Caterina d'Alessandria, fu fatta edificare dai Massari della Villa (cioè gli amministratori della villa Capodirigo, allora nell’ambito del Sindicato di Quintodecimo), nel 1412 . La Santa veniva festeggiata dalla comunità di Capodirigo ogni 25 novembre come risulta dai diari parrocchiali.
La proprietà è dell'Ente religioso cattolico CDGS - Parrocchia di S.Maria delle Grazie - Frazione Trisungo di Arquata del Tronto. 
La chiesa si presenta come una stecca longitudinale con, nella porzione posteriore, la sacrestia. 
All'interno l'aula è tagliata a metà da due nicchie inserite perfettamente allineate l'una all'altra. 
Il presbiterio, di epoca cinquecentesca, è rialzato rispetto al piano della navata. 
L’interno della Chiesa risulta costruito da Mastro Antonio Zannis e Mastro Jacobo Johannis nel XIV secolo. 
Originariamente l'ingresso alla chiesa avveniva da una scala, collocata sulla via pubblica, la cui impronta è ancora parzialmente visibile; successivamente quest'ultimo è stato chiuso e murato e le scale sono state demolite.
Elemento decorativo principale è l'affresco realizzato, sulla parete sinistra della navata principale tra il XV e il XVI sec, raffigurante la Madonna con Bambino e ai lati S. Sebastiano e S. Rocco. 
Don Virginio Cognoli  afferma che nel 1619, la chiesa, divenne parrocchia, in “solo lateranensi” e che l'affresco interno "Madonna con Bambino e ai lati S. Sebastiano e S. Rocco", fu probabilmente realizzato con le offerte di un abitante del luogo scampato alla peste, come era frequente fare in quei secoli. 
Nella cornice del portone d'ingresso sono raffigurati a sinistra un nobile, o re, che si rivolge alla figura a destra dicendo “O mortem accipe aurum et argentum dona mihi vitam”, l’arciere (che rappresentare la morte) dalla parte destra, pronto a scoccare la freccia, risponde:“Ego non accipio nec aurum nec argentum sed vitam iustam”. Sotto l’arciere la figura di una bestia ringhiante. In alto due uccelli col viso umano. 
L'edificio ha subito dei danni in seguito al sisma del 1972 (per i quali sono stati effettuati lavori di consolidamento nel 2010) ed al sisma del Centro Italia del 2016.